# Nephroselmidophyceae
Nephroselmidophyceae je třída zelených řas nově vyčleněná z parafyletických prasinofyt na základě molekulárně-biologických fylogenetických analýz.
Jedná se o jednobuněčné vodní řasy. Zpravidla žijí v mořích, ale je znám i sladkovodní druh (Nephroselmis olivacea). Bočně zploštělé podlouhlé buňky mají 2 bičíky a jeden chloroplast.

## Systematika
Nově zavedená třída  Nephroselmidophyceae  Cavalier-Smith 1993 má jediný řád Nephroselmidales Nakayama et al. 2007 a jedinou čeledí Nephroselmidaceae. Více než 20 známých druhů náleží zejména k rodu Nephroselmis, v menším zastoupení pak rodům Anticomonas, Argillamonas, Bipedinomonas, Fluitomonas, Hiemalomonas, Pseudopedinomonas a Sinamonas.